# Maenggoldo
Maenggoldo är en ö i Sydkorea.   Den ligger i provinsen Södra Jeolla, i den sydvästra delen av landet, 400 km söder om huvudstaden Seoul. Arean är 1,2 kvadratkilometer.
Terrängen på Maenggoldo är lite kuperad. Den sträcker sig 1,6 kilometer i nord-sydlig riktning, och 1,8 kilometer i öst-västlig riktning.